# NGC 4513
NGC 4513 ist eine linsenförmige Galaxie vom Hubble-Typ S0 im Sternbild Drache am Nordsternhimmel. Sie ist schätzungsweise 108 Millionen Lichtjahre von der Milchstraße entfernt und hat einen Durchmesser von etwa 45.000 Lj.
Gemeinsam mit NGC 4108, NGC 4210, NGC 4221, NGC 4332, NGC 4256, und PGC 38461 bildet sie die NGC 4256-Gruppe.
Das Objekt wurde am 16. Oktober 1866 vom deutsch-dänischen Astronomen Heinrich Louis d’Arrest entdeckt.